# Heinrich Balss
Heinrich Balss (3 de junho de 1886 – 17 de setembro de 1957) foi um zoólogo alemão.

## Seres vivos nomeados em sua homenagem
- Balssia Kemp, 1922
- Podocallichirus balssi (Monod, 1935)
- Detocarcinus balssi (Monod, 1956)
- Trizocheles balssi (Stebbing, 1914)
- Rhynchocinetes balssi Gordon, 1936
- Ctenocheles balssi Kishinouye, 1926
- Lebbeus balssi
- Galathea balssi, 1964